# Kozia Góra (Łukta)
Pour les articles homonymes, voir Kozia Góra.
Kozia Góra est un village polonais de la voïvodie de Varmie-Mazurie, dans le powiat d'Ostróda.